# Cagliari Calcio 1980-1981
Questa voce raccoglie le informazioni riguardanti il Cagliari Calcio  nelle competizioni ufficiali della stagione 1980-1981.

## Stagione
Due novità di rilievo in questa stagione, il ritorno di giocatori provenienti da federazioni straniere, uno per squadra della massima serie, e sedici i calciatori in distinta, in luogo dei quattordici fino alla stagione scorsa.
Nel Cagliari del confermato Mario Tiddia vi è il ritorno in prestito, dopo tre stagioni alla Juventus di Pietro Paolo Virdis, con lui dai bianconeri arriva anche Roberto Tavola. Viene ceduto alla Fiorentina il pezzo pregiato Francesco Casagrande dopo quattro stagioni con i rossoblù.
La squadra sarda disputa un oculato campionato, sempre lontana dalle zone pericolose, raggiungendo il traguardo salvezza con due giornate di anticipo sul fine torneo (classificandosi addirittura sesta al secondo anno in Serie A). Nella Coppa Italia il Cagliari prima del campionato disputa il terzo girone di qualificazione, che promuove ai quarti di finale della manifestazione la SPAL.

## Rosa
| N. |                   | Ruolo | Calciatore         |
| -- | ----------------- | ----- | ------------------ |
|    | Italia (bandiera) | P     | Roberto Corti      |
|    | Italia (bandiera) | P     | Daniele Goletti    |
|    | Italia (bandiera) | D     | Mario Brugnera     |
|    | Italia (bandiera) | D     | Claudio Azzali     |
|    | Italia (bandiera) | D     | Oreste Lamagni     |
|    | Italia (bandiera) | D     | Roberto Canestrari |
|    | Italia (bandiera) | D     | Sandro Loi         |
|    | Italia (bandiera) | D     | Silvio Longobucco  |
|    | Italia (bandiera) | D     | Marco Ricci        |
|    | Italia (bandiera) | D     | Stefano Di Chiara  |

| N. |                   | Ruolo | Calciatore          |
| -- | ----------------- | ----- | ------------------- |
|    | Italia (bandiera) | C     | Alberto Marchetti   |
|    | Italia (bandiera) | C     | Giuseppe Bellini    |
|    | Italia (bandiera) | C     | Carlo Osellame      |
|    | Italia (bandiera) | C     | Roberto Quagliozzi  |
|    | Italia (bandiera) | C     | Roberto Tavola      |
|    | Italia (bandiera) | C     | Fabio Todde         |
|    | Italia (bandiera) | A     | Luigi Piras         |
|    | Italia (bandiera) | A     | Franco Selvaggi     |
|    | Italia (bandiera) | A     | Pietro Paolo Virdis |
|    | Italia (bandiera) | A     | Emanuele Gattelli   |

## Risultati

### Serie A

#### Girone di andata
| Arbitro: | Pieri (Genova) |

|              |           |              |
| Selvaggi 19’ | Marcatori | 40’ Tardelli |

| Arbitro: | Prati (Parma) |

|                                                   |           |              |
| Muraro 5’, 74’ Beccalossi 7’ Altobelli 38’ (rig.) | Marcatori | 21’ Selvaggi |

| Arbitro: | Ciulli (Roma) |

|                       |           |  |
| Tavola 38’ Azzali 75’ | Marcatori |  |

| Arbitro: | Benedetti (Roma) |

|                              |           |              |
| Vignola 15’ (rig.) Juary 49’ | Marcatori | 31’ Gattelli |

| Arbitro: | Tonolini (Milano) |

|                 |           |                      |
| F. Graziani 11’ | Marcatori | 51’ Piras 64’ Virdis |

| Cagliari 26 ottobre 1980 6ª giornata | Cagliari       | 0 – 0 | Napoli | Stadio Sant'Elia\| Arbitro: \| Pieri (Genova) \| |
| Arbitro:                             | Pieri (Genova) |       |        |                                                  |

| Firenze 9 novembre 1980 7ª giornata | Fiorentina         | 0 – 0 | Cagliari | Stadio Comunale\| Arbitro: \| Michelotti (Parma) \| |
| Arbitro:                            | Michelotti (Parma) |       |          |                                                     |

| Arbitro: | D'Elia (Salerno) |

|            |           |  |
| Virdis 78’ | Marcatori |  |

| Arbitro: | Bergamo (Livorno) |

|                |           |               |
| Di Gennaro 63’ | Marcatori | 48’ Marchetti |

| Cagliari 14 dicembre 1980 10ª giornata | Cagliari          | 0 – 0 | Bologna | Stadio Sant'Elia\| Arbitro: \| Mattei (Macerata) \| |
| Arbitro:                               | Mattei (Macerata) |       |         |                                                     |

| Arbitro: | Lattanzi (Roma) |

|             |           |                                  |
| Bellini 64’ | Marcatori | 4’ De Biasi 66’ (aut.) Di Chiara |

| Arbitro: | Benedetti (Roma) |

|                                           |           |                     |
| Vierchovod 15’ Azzali 29’ (aut.) Riva 71’ | Marcatori | 63’ (rig.) Selvaggi |

| Arbitro: | Longhi (Roma) |

|                     |           |           |
| Selvaggi 69’ (rig.) | Marcatori | 35’ Miani |

| Catanzaro 25 gennaio 1981 14ª giornata | Catanzaro     | 0 – 0 | Cagliari | Stadio Militare\| Arbitro: \| Prati (Parma) \| |
| Arbitro:                               | Prati (Parma) |       |          |                                                |

| Arbitro: | Ciulli (Roma) |

|                           |           |  |
| Berni 8’ (aut.) Piras 14’ | Marcatori |  |

#### Girone di ritorno
| Arbitro: | Bergamo (Livorno) |

|            |           |            |
| Scirea 77’ | Marcatori | 42’ Virdis |

| Arbitro: | Barbaresco (Cormons) |

|            |           |                  |
| Virdis 56’ | Marcatori | 5’ (aut.) Tavola |

| Ascoli Piceno 22 febbraio 1981 18ª giornata | Ascoli              | 0 – 0 | Cagliari | Stadio Cino e Lillo Del Duca\| Arbitro: \| Lo Bello (Siracusa) \| |
| Arbitro:                                    | Lo Bello (Siracusa) |       |          |                                                                   |

| Arbitro: | Ballerini (La Spezia) |

|           |           |  |
| Virdis 5’ | Marcatori |  |

| Arbitro: | Casarin (Milano) |

|           |           |               |
| Piras 34’ | Marcatori | 13’ P. Pulici |

| Arbitro: | Lops (Torino) |

|                        |           |  |
| C. Pellegrini 65’, 89’ | Marcatori |  |

| Cagliari 22 marzo 1981 22ª giornata | Cagliari      | 0 – 0 | Fiorentina | Stadio Sant'Elia\| Arbitro: \| Longhi (Roma) \| |
| Arbitro:                            | Longhi (Roma) |       |            |                                                 |

| Arbitro: | Lo Bello (Siracusa) |

|              |           |  |
| B. Conti 80’ | Marcatori |  |

| Arbitro: | Prati (Parma) |

|                         |           |               |
| Selvaggi 8’, 18’ (rig.) | Marcatori | 51’ Dal Fiume |

| Arbitro: | Paparesta (Bari) |

|                             |           |               |
| Garritano 18’ Benedetti 43’ | Marcatori | 15’ Marchetti |

| Arbitro: | Longhi (Roma) |

|           |           |  |
| Sella 36’ | Marcatori |  |

| Arbitro: | Lattanzi (Roma) |

|              |           |             |
| Osellame 63’ | Marcatori | 48’ Pozzato |

| Arbitro: | Ciulli (Roma) |

|                               |           |                                    |
| Gerolin 66’ Zanone 76’ (rig.) | Marcatori | 40’ Quagliozzi 89’ (rig.) Selvaggi |

| Arbitro: | Pairetto (Torino) |

|                        |           |                    |
| Piras 71’ Osellame 80’ | Marcatori | 40’ (rig.) Palanca |

| Arbitro: | Milan (Treviso) |

|                 |           |                                        |
| V. Chimenti 12’ | Marcatori | 13’ Marchetti 61’ Selvaggi 83’ Bellini |

### Coppa Italia

#### Primo turno
| Arbitro: | Pairetto (Torino) |

|           |           |  |
| Piras 10’ | Marcatori |  |

| Arbitro: | Lo Bello (Siracusa) |

|                        |           |           |
| Piras 49’ Brugnera 74’ | Marcatori | 35’ Gobbo |

| Arbitro: | Longhi (Roma) |

|                        |           |                             |
| Musiello 15’ Bozzi 74’ | Marcatori | 44’ Selvaggi 84’ Canestrari |

| Arbitro: | Agnolin (Bassano del Grappa) |

|                             |           |                              |
| Giani 48’ Bergossi 82’, 90’ | Marcatori | 13’ (aut.) Cavasin 45’ Piras |